# Bajiang
Bajiang är en socken i Kina. Den ligger i provinsen Jiangxi, i den sydöstra delen av landet, omkring 170 kilometer söder om provinshuvudstaden Nanchang. Antalet invånare är 11 058. Befolkningen består av 5 306 kvinnor och 5 752 män. Barn under 15 år utgör 21,0 %, vuxna 15-64 år 71 %, och äldre över 65 år 7,0 %.
Runt Bajiang är det ganska tätbefolkat, med 166 invånare per kvadratkilometer. Närmaste större samhälle är Zuolong, 13,5 km norr om Bajiang. I omgivningarna runt Bajiang växer i huvudsak blandskog.
Genomsnittlig årsnederbörd är 2 089 millimeter. Den regnigaste månaden är juni, med i genomsnitt 356 mm nederbörd, och den torraste är oktober, med 23 mm nederbörd.